# Kaitlyn K
Kaitlyn Knippers (Houston, 1995), más conocida como Kaitlyn K, es una cantante de rock y pop estadounidense.

## Biografía
Kaitlyn creció en los suburbios de Houston, en el estado de Texas, y desde su niñez mantuvo una fuerte atracción por la música, el canto y la actuación.
En un comienzo aprendió de forma autodidacta a componer sus propias canciones y crear las melodías, siguiendo como inspiración a cantantes como AC/DC, Heart, Queen, P!nk y Avril Lavigne. En el año 2006 publica su primer video musical en la plataforma Youtube que tuvo repercusión en algunos medios locales y nacionales como la cadena VH1.
Se hizo popular en el año 2012 cuando compuso «Who do U think U R» («¿Quién crees que eres?»), una canción que busca detener el acoso escolar. La canción fue utilizada para la filmación de
un vídeo de tipo lipdub en la escuela preparatoria Cypress Ranch High School, donde aparecen en escena Kaitlyn y muchos estudiantes. Gracias al mensaje de la canción y el éxito
logrado, algunos medios como NBC, Fox News, The Huffington Post, Seventeen Magazine y CBS se interesaron en la artista.
Luego de culminar la escuela, Kaitlyn trabajó como asistente en una oficina y mesera en restaurantes de comida mexicana para posteriormente comenzar sus
estudios en ciencias y música en la Universidad Central de Oklahoma.
Hasta la actualidad, Kaitlyn K ha publicado numerosas canciones y actuado en conciertos en el estado de Texas y ciudades como Los Ángeles, Nueva York, y Nashville. Ha participado también en los recitales Summer Concert Series de Six Flags y junto a bandas como la británica ‘JLS’ y Hot Chelle Rae.

## Sencillos
- «Just Me»
- «I'll be the one»
- «Who do U think U R»
- «Underneath It All»
- «Clueless»
- «Give Into Me!»